# Neuključeno područje
Neuključeno područje, neinkorporirano područje ili neinkorporirana zajednica je zemljišno područje kojim ne upravlja općinska korporacija (pojam iz prava u Kanadi, SAD, Indiji i dr.), nego njime upravlja veća upravna jedinica lokalne samouprave, kao što je township, župa, kotarevi, županija, grad, savezna država, pokrajina ili država. Povremeno se općine raspadnu ili dezinkorporiraju, što se može dogoditi ako postanu fiskalno nesolventne, a usluge postanu obveza višeg upravnog tijela. Na primjer, Cabazon, Kalifornija dezinkorporiran je 1972. godine. U nekim državama kao što je Francuska i Brazil ne postoje neuključena područja, jer je svaki dio države uključen odnosno inkorporiran.  Hrvatska spada u te zemlje, jer svaki dio zemlje pripada nekom gradu ili općini. Ujedinjeno Kraljevstvo poznaje nežupno područje (unparished area; vidi Charter trustees, općine (parish), status grada, mayoralty). U Kanadi postoji neorganizirano područje. U SAD-u pored uobičajenih neuključenih područja (unincorporated area), postoji okružni otok (county island), neuključeno područje unutar okruga, koje je obično ali ne i uvijek sa svih strana okruženo upravno uključenim područjima, kao što je grad.